# Rötjärnen (Björna socken, Ångermanland)
Rötjärnen är en sjö i Örnsköldsviks kommun i Ångermanland och ingår i Gideälvens huvudavrinningsområde.